# ゼンダ城の虜
『ゼンダ城の虜』（ゼンダじょうのとりこ、The Prisoner of Zenda）は、イギリスの作家アンソニー・ホープの冒険小説。1894年に出版された。続編に『ヘンツォ伯爵』。
物語に登場する架空の国・ルリタニア王国は、米英においては冒険とロマンの王国の代名詞として広く知られており、辞書にも載っている単語となっている。

## あらすじ

### ゼンダ城の虜

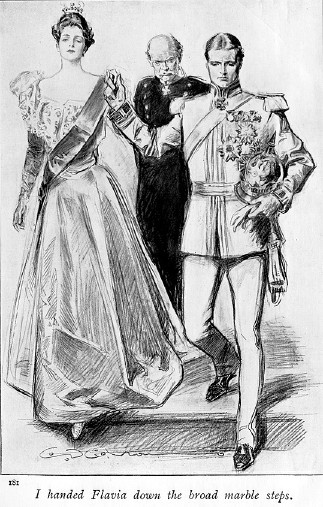
「ゼンダ城の虜」より

19世紀。腕は立つが定職にはついていないイギリス青年ルドルフ・ラッセンディル男爵は、駐在武官への口利きをしてもらい、赴任先が決まるまでの間、中央ヨーロッパにあるルリタニア王国の戴冠式を見物に行くことにする。ルリタニアでは先王の死去以来、前妻の嫡子であまり人望の無い赤毛のルドルフ王子と、後妻の産んだ弟、黒髪のストレルサウ大公ミヒャエルのどちらが王位にふさわしいかでもめていたのだが、ついにルドルフ王子が新王ルドルフ5世として即位することになったという。
パリを経由してルリタニアに入ったルドルフ・ラッセンディルは、国境近くの町ゼンダにある古城で、自分と瓜二つの国王ルドルフ5世その人と出会う。事の発端は150年ほど前。ラッセンディルの先祖の女性と、国王の先祖との恋愛騒動があり、その結果ラッセンディル家にはルリタニア王室エルフバーグ家の血が流れていたのだった。その夜、ルドルフは国王のささやかな酒宴に招かれ、二人は飲み明かし、語り合う。
翌朝、ミヒャエルの陰謀からワインに毒物を盛られたらしく国王は昏睡状態に陥る。戴冠式は明日に迫っているなか、国王の側近サプト大佐とフリッツは、ラッセンディルを替え玉に仕立てることを決定する。ルドルフは首都ストレルサウへ鉄道で戻り、パレード、そして戴冠式での代役を務める。国王派の新市街とミヒャエル派の旧市街の様子を目の当たりにしたり、国民からの人気が高いエルフバーグ家のフラビア姫と出会う。ミヒャエルを除き、代役であることは悟られず、ルドルフはフリッツらとともに、国王を迎えに行く。しかし国王はすでにミヒャエルとその手下「6人組」に捕えられ、ゼンダ城の虜として監禁されていた。サプトは、ミヒャエルは替え玉であることを証明するため、偽王ルドルフが健在である限り、真王ルドルフ5世の命を奪わないはずだと考え、ルドルフに代役を続行させる。
サプトは「ルドルフ5世」の地位を盤石にするため、フラビア姫との結婚を勧める。ルドルフは後ろめたさを感じながらも、フラビア姫の美貌と純粋さに心惹かれていく。一方、ミヒャエルも同様の理由から、フラビア姫に接近する。しかしミヒャエルにはフランス人の女優アントワネット・ド・モーバンという愛人がいた。モーバン夫人は、大公と姫の結婚も、また大公の即位も望まない立場だった。モーバン夫人は大公のルドルフ殺害計画に協力するふりをしてルドルフを東屋に呼び出し、早急に帰国するよう求める。そこに大公の「6人組」が計画より早く現れてルドルフ殺害を試みるが、ルドルフは茶卓を盾に脱出する。
市民の間では、フラビア姫をないがしろにするルドルフより、依然としてミヒャエルの方が人気が高かった。そこでフラビア姫を正客とした舞踏会が王宮で催され、サプトは「国王のために」ルドルフに求婚をさせようとする。舞踏会が一段落すると、ルドルフはフラビア姫と二人きりになる時間を持つ。ルドルフは求婚の言葉こそ言わなかったものの、姫と口づけを交わし、彼女が「即位後の国王」を、すなわちルドルフ・ラッセンディルを愛していることを知る。ルドルフは思わず真実を告げそうになるが、サプトがこれを妨げる。姫との婚約は既成事実としてその夜じゅうに市民の間まで広まる。ルドルフは苦悩しつつも、ゼンダ城に監禁されている真の国王を救出することをサプトと誓い合う。
ルドルフはゼンダ城近くの森にあるフリッツの縁者の屋敷を拠点に「狩猟」をする計画を立てる。選ばれた部下たちには、「国王の大切な友人」が囚われていることが明かされる。緊張が続くなか、「6人組」の最年少であるルパート・フォン・ヘンツォ伯爵が、ルドルフに帰国するようミヒャエルからの取引を伝える。ルドルフは拒否するが、ヘンツォからの鮮やかな攻撃を受けて負傷する。ルドルフの怪我は重傷と発表される。また、ゼンダ城の使用人を味方に引き込み、最新の情報を得る。長期間監禁されている国王の体調不良も明らかになり、ルドルフはゼンダ城への襲撃を決意する。
最初の襲撃では、「6人組」の2人と従者1人を斃すものの、国王の救出には至らず、味方も3名が死亡する。ルドルフ側もミヒャエル側もこの件を完全に隠蔽することはできず、決闘があったことが公表される。ルドルフは見舞いに訪れたフラビア姫と散策していると、「6人組」の葬儀とヘンツォに遭遇する。ヘンツォはモーバン夫人に横恋慕し、ミヒャエルと険悪な関係にあることを明かす。屋敷に戻ると、モーバン夫人から救いを求める手紙が届いていた。
重傷を負っていたはずのルドルフが無事であったことで、ゼンダ城の警戒態勢は厳重なものとなる。決戦にあたり、ルドルフは死を覚悟してストラケンツ元帥にフラビア姫の護衛と国王崩御後の処置を一任し、姫をストレルサウへ戻す。姫との別れの際、2人は指輪を交換し、ルドルフはラッセンディル家の指輪を姫に渡す。
ルドルフ側はゼンダ城に侵入し、国王の救出に成功する。さらにモーバン夫人に協力させ、ミヒャエルを居室の外へ出して捕える手はずだった。しかし、ヘンツォはすでにミヒャエルを殺害しており、混乱の中でルドルフとヘンツォは相対するが、ヘンツォは脱出に成功する。夜が明けて、サプトは万事がうまくおさまるよう、「国王が友人を救うためにミヒャエルと戦い重傷を負った」という物語を作り上げていく。しかし、ルドルフの身を案じて再びゼンダを見舞ったフラビア姫は、顔を隠して立ち去ろうとするルドルフと出会い、真実を知る。国王はルドルフと面会し、感謝の言葉を述べ引き留めようとするが、役目を終えたルドルフが早急にルリタニアから去らねばならない立場には変わりなかった。
ルドルフとフラビア姫は最後に面会し、ルドルフは我を忘れて激しい愛情を姫に伝える。しかし、姫もまた祖国への義務と忠誠のためにルリタニアに残らなければならない立場だった。互いの心に互いがあることを確かめあって、ルドルフは帰国の途につく。
オーストリア経由でパリに戻り、友人からモーバン夫人の消息、ルリタニア王家の事件の世間での評判を知る。そして英国へ帰国すると、武官の任地はルリタニアに決まったという。兄夫婦に言い訳をして就職を断り、ヘンツォの消息を気にしつつも元の通り穏やかで怠惰な日々を過ごす。だが、1年に1度だけ、ルリタニアの隣国、ドイツのドレスデンへ赴いてフリッツと面会し、互いの近況を話し、そしてフラビアへの小箱を託す。
姫とルドルフが交換する小箱には、一輪の紅薔薇とともにただ一言「Rudolf—Flavia—always」と添えられているのだった。

### ヘンツォ伯爵

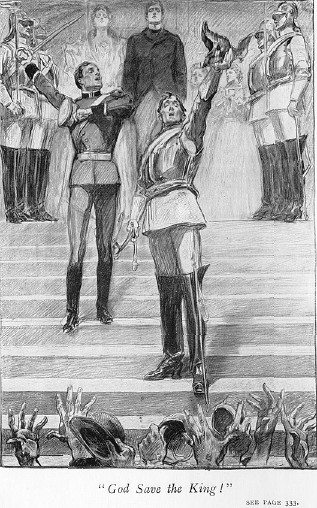
「ヘンツォ伯爵」より

ルドルフ5世とフラビアの結婚から3年。ヘンツォは欧州中を彷徨いながら、ルリタニア王家とルドルフ・ラッセンディルへの復讐の計画を練っていた。ドレスデンからヴィンテンベルクへ場所を変更したにもかかわらず、ルドルフとフリッツの面会の直前、ヘンツォの手先によって、フラビア王妃とルドルフの交わす小箱と手紙が盗まれる。ルドルフは、手紙（の写し）がヘンツォの従弟リッシェンハイムを通じて国王の目に触れるのを阻止するため、再び国王に成りすますことを決意する。
ゼンダ城で今は王妃となったフラビアとルドルフは再会する。リッシェンハイムと国王の謁見の場に、国王に成り代わって現れたルドルフは、手紙の写しを回収する。本物の国王との面会の最中もリッシェンハイムに対し銃口が向けられ、ルドルフとフラビアの秘密は守られる。そこにリッシェンハイム宛の電報が届き、ヘンツォがルリタニア国内に潜んでいることが判明する。
こうして、王妃の名誉を守るための戦いが始まる。

## 登場人物
ルドルフ・ラッセンディル男爵
イギリス貴族の青年。ドイツへの留学経験があり、ドイツ語が特に堪能。フランス語・イタリア語・スペイン語の素養もあり、武術にもたけるが、両親の遺した年2000ポンドの年金で生活し、定職にはついていない。
ルパート・フォン・ヘンツォ伯爵
ミヒャエルの側近。
ルドルフ5世
ルリタニア王国の新国王。赤毛から「赤のルドルフ」と渾名される。元々は陽気な性格だったが、「ゼンダ城の虜」での監禁生活を経て「ヘンツォ伯爵」では自制心を失った人物として描かれる。
フラビア姫
ルドルフ5世とミヒャエルの従姉妹で、二人に次ぐ王位継承権を持つ王族。色白で輝く髪の美貌も相まって国民からの人気が高く、未来の王妃としてルドルフかミヒャエルの后になると見なされている。
「ヘンツォ伯爵」ではルドルフ5世の王妃となっているが、その結婚生活は上手くいっていない。
ストレルサウ大公ミヒャエル
ルドルフ5世の異母弟。王位簒奪を狙う。黒髪から「黒のミヒャエル」と渾名される。
フリッツ・フォン・ターレンハイム
ルドルフ5世の側近。陸軍大尉。
ヘルガ・フォン・ストロフジン伯爵令嬢
フラビア姫が一番信頼している侍女。フリッツの恋人で、「ヘンツォ伯爵」では妻となっている。
サプト大佐
ルドルフ5世の側近。
ストラケンツ元帥
ルリタニア王国の重鎮、陸軍軍人。
アントワネット・ド・モーバン
フランスの有名な女優で、ミヒャエルの愛人。
「6人組」
ルリタニア人のヘンツォ、ローエングラム、クラフシュタイン、フランス人のド・ゴーテ、ベルギー人のベルソニン、英国人のデチャードからなるミヒャエルの側近たちの通称。

## ゼンダ城の虜を題材にした作品

### 映画
これまでに7度映画化されている。
- 1913年 アメリカ 白黒・無声映画『ゼンダ城の虜』（ヒュー・フォード、エドウィン・S・ポーター共同監督、ジェームズ・K・ハケット主演）
- 1915年 イギリス 白黒・無声映画『ゼンダ城の虜』（ジョージ・ローン・タッカー監督、ヘンリー・エインリー主演）
- 1922年 アメリカ 白黒・無声映画『ゼンダ城の虜』（レックス・イングラム監督、ルイス・ストーン主演）
- 1923年 アメリカ 白黒・無声映画『風雲のゼンダ城』（ビクター・ヒアマン監督、バート・ライテル主演）
- 1937年 アメリカ 白黒映画 『ゼンダ城の虜』（ジョン・クロムウェル監督 、ロナルド・コールマン主演）
- 1952年 アメリカ 『ゼンダ城の虜』（リチャード・ソープ監督 、スチュワート・グレンジャー主演）
- 1979年 アメリカ 『ゼンダ城の虜』（リチャード・クワイン監督、ピーター・セラーズ主演）

### テレビドラマ
- 1984年 イギリス テレビシリーズ『ゼンダ城の虜』（レオナルド・ルイス監督、マルコム・シンクレア主演）

### 舞台
宝塚歌劇団月組
2000年9月29から11月6日に宝塚大劇場で上演。併演はグランド・ショー『Jazz Mania -ジャズ・マニア-』
潤色・脚本・演出：木村信司。作・編曲：甲斐正人
- ルドルフ - 真琴つばさ
- フラビア - 檀れい
- ヘンツォ - 香寿たつき
- フリッツ - 初風緑
- サプト - 未沙のえる
- ミカエル - 汐美真帆
- モーバン夫人 - 美原志帆

### ラジオドラマ
青春アドベンチャー
2008年3月17日から3月28日まで、NHK-FM放送のラジオドラマ番組『青春アドベンチャー』内で『ゼンダ城の虜』として全10話が放送され、その後、再放送も行われた。2010年11月22日から12月3日には続編として『ゼンダ城の虜〜完結編〜ヘンツォ伯爵』が全10話の作品として放送された。
- ルドルフ - 蟹江一平
- 国王 - 蟹江一平
- サプト大佐 - 有川博
- フリッツ - 住田隆
- フラビア - 黒川芽以
- モーバン夫人 - 岩崎良美
- ルパート - 内田健介
- ミヒャエル - 関貴昭
- ヘルガ - 粟田麗
- ベルネンシュタイン - 増田裕生
- リッシェンハイム - 三村聡
- バウエル - 辰巳智秋
- ジェームス - 佐藤誓
- ホルフ - 羽場睦子
- ローザ - 田中里和
- シモン - 祖父江進
- ハーバート - 長棟嘉道
- 語り（完結編）- 高橋和也

## その他
- 山手樹一郎の小説『桃太郎侍』は、この物語を基本のモチーフとして、舞台設定を江戸時代の大名家のお家騒動へと置き換えた作品である。
- 藤子不二雄が、本作を漫画化して1955年（昭和30年）に学習研究社の少年誌『三年ブック』6月号に書き下ろした。その後、藤子不二雄ランド『怪人二十面相』第2巻に収録され、『まんが道』内にも収録されている。なお、ページ数の関係により女性キャラクターは割愛されている。
- エドガー・ライス・バローズの小説『ルータ王国の危機』(The Mad King)は、本作を参考にしている[4]。
- テレビアニメ『モンタナ・ジョーンズ』の第34話「ドラキュラ城のトリコ」は、本作のパロディとなっている。
- 田中芳樹は小説『アップフェルラント物語』の雑誌連載に際して、本作から構想を得て「ルリタニア・テーマ」という冒険小説のジャンルを提唱し[5]、その主題に沿って同作を書き上げた。
- 夢の遊眠社の『ゼンダ城の虜-苔むす僕らが嬰児の夜』は、本項目で述べた『ゼンダ城の虜』とは、言葉遊びで音が同じというほかは関係がない。

## ルリタニアン・ロマンス
欧米においては物語のジャンルとして、ルリタニアン・ロマンスという用語が存在し、これは本作に登場する架空の国の名に由来している。この用語についてはSF評論家ジョン・クルートが、「通常の文明世界とは地続きでありながら、同時にそれを逸脱した、おとぎ話の領域であること」「ノスタルジアの空気に満ちていること」という2つの点を大きな要素として挙げている。